# Кристиан Шулц
Кристиан Шулц (на немски: Christian Schulz) е немски футболист.
Играе като ляв защитник във австрийския футболен отбор ШК Щурм Грац. Присъединява се към долносаксонци през 2007 г. Преди това играе за Вердер Бремен, където отива, когато е само на 12 г. и прави дебюта си за мъжкия състав през сезон 2001/2002 г. Получава шанс за изява след като турският футболист Юмит Давала се контузва и се налага принудително да бъде заменен от младия Шулц. Всички остават изумени от играта на младия талант. През 2007 г. преминава в Хановер 96 след като изиграва 103 мача (4 гола) за „Вердер“ през периода 2002 – 2007 г. Кристиан има и три повиквателни за мъжкия отбор на Германия през 2004 г. (без отбелязан гол).